# Pleurastrofícies
Les pleurastrofícies (Pleurastrophyceae) són una classe d'algues verdes. Aquesta classe va ser creada per Mattox and Stewart el 1984, contenint quatre gèneres. Les classificacions més recents tendeixen a dividir aquest grup. D'una banda, Tetraselmis sembla un grup germana del clade UTC clade (Chlorophyceae, Trebouxiophyceae, i Ulvophyceae), essent part del (parafilètic) Prasinophyceae. Els altres tres gèneres eren Pleurastrum, Trebouxia, i Pseudotrebouxia, i la majoria de les seves espècies s'han posat a Trebouxiophyceae. Tanmateix, Pleurastrum insigne, que era l'espècie tipus de Pleurastrophyceae, queda fora de Chlorophyceae.